# Condado de Sert
El condado de Sert es un título nobiliario español creado por el rey Alfonso XIII en favor de Francisco Sert y Badía, ingeniero industrial, mediante real decreto del 7 de noviembre de 1904 y despacho expedido el día 28 del mismo mes y año.

## Condes de Sert
|                           | Titular                    | Periodo                   |
| Creación por Alfonso XIII | Creación por Alfonso XIII  | Creación por Alfonso XIII |
| ------------------------- | -------------------------- | ------------------------- |
| I                         | Francisco Sert y Badía     | 1904-1919                 |
| II                        | Francisco Sert y López     | 1920-1975                 |
| III                       | Antonio de Sert y López    | 1976-1978                 |
| IV                        | Francisco de Sert y Welsch | 1979-hoy                  |

## Historia de los condes de Sert
- Francisco Sert y Badía (Barcelona, 11 de noviembre de 1863-Barcelona, 30 de enero de 1919), I conde de Sert, Gran Cruz del Mérito Naval, ingeniero industrial.[1][2]

Casó el 25 de octubre de 1893, en Barcelona, con Jenara López y Díaz de Quijano (m. 1919). El 10 de enero de 1920 le sucedió su hijo:
- Francisco Sert y López (Barcelona, 8 de diciembre de 1894-Barcelona, 14 de septiembre de 1975), II conde de Sert.[1][2]

El 15 de diciembre de 1976, previa orden del 8 de abril del mismo año para que se expida la correspondiente carta de sucesión (BOE del 25 de mayo), le sucedió su hermano:
- Antonio de Sert y López (n. Comillas, Santander, 1 de julio de 1905), III conde de Sert.[2]

Casó el 12 de diciembre de 1939, en Barcelona, con Ana Welsch y Witte. El 30 de julio de 1979, previa orden del 17 de mayo de 1978 para que se expida la correspondiente carta de sucesión (BOE del 21 de junio), le sucedió, por cesión, su hijo:
- Francisco de Sert y Welsch (n. Barcelona en 1940), IV conde de Sert, caballero del Estamento Militar de Gerona, hidalgo a fuero de España.[2]

Casó el 19 de julio de 1966, en Badalona (Barcelona), con María del Mar Arnús y de Urruela (n. 1945).